# Pauropus amicus
Pauropus amicus är en mångfotingart som beskrevs av Harrison 1914. Pauropus amicus ingår i släktet grovfåfotingar, och familjen fåfotingar. Inga underarter finns listade i Catalogue of Life.